# Divadelní cena sezóny – DOSKY
Divadelní cena sezóny – DOSKY je soubor ocenění slovenských divadelníků udělovaný na základě každoroční ankety divadelních kritiků a teoretiků. Anketu vyhlašuje slovenská Asociace současného divadla a Asociace Divadelní Nitra.
Ocenění jsou udělována od roku 1996 během mezinárodního divadelního festivalu Divadelní Nitra. Slavnostní předávání cen se koná ve spolupráci s Divadlem Andreje Bagara v Nitře. Ceny se udělují osobnostem za umělecké výkony v profesionálních představeních, která měla premiéru ve slovenských divadlech v předešlé sezóně; jedná se o činohru, operu, muzikál, loutkové divadlo, balet a současný tanec.

## Kategorie
Ceny jsou udělovány v osmi kategoriích:
- Cena za nejlepší inscenaci sezóny
- Cena za nejlepší režii sezóny
- Cena za nejlepší ženský herecký výkon sezóny
- Cena za nejlepší mužský herecký výkon sezóny
- Cena za nejlepší scénografii sezóny
- Cena za nejlepší kostým sezóny
- Cena za nejlepší divadelní hudbu sezóny
- Objev sezóny

## Udělené ceny

### Ženský herecký výkon
- 2018 – Barbora Andrešičová, Emma, Lidé, místa, věci
- 2017 – Lucia Korená, Anna Franková, Anna Franková, Nové divadlo Nitra
- 2016 – Petra Vajdová, Emília Ekdahlová, Fanny a Alexander
- 2015 – Dominika Kavaschová, Runa, Mojmír II. alebo Súmrak ríše
- 2014 – Zdena Studenková, Leni Riefenstahlová, Leni
- 2013 – Anna Javorková, Klytaiméstra, Oresteia
- 2012 – Božidara Turzonovová, Natálie, Pohania
- 2011 – Szidi Tobias, Žena, Gazdova krv
- 2010 – Edita Borsová, Bety, Máša a Beta
- 2009 – Jana Oľhová, Sara, Mobil
- 2008 – Daniela Kuffelová, Matka, Matka
- 2007 – Zuzana Kanócz, Portia Coughlanová, Portia Coughlanová
- 2006 – Táňa Pauhofová, Manon Lescaut, Manon Lescaut
- 2005 – Ingrid Timková, Královna noci, Ignorant a šílenec
- 2004 – Emília Vášáryová, Stevie, Koza aneb Kdo je Sylvie?
- 2003 – Anna Šišková, Mladá žena, Bash
- 2002 – Emília Vášáryová, Maria Callas, Mistrovská lekce
- 2001 – Anna Šišková, Célie, Večírek
- 2000 – Emília Vášáryová, Stařenka, Židle
- 1999 – Adela Gáborová, Lady Macbeth, Macbeth
- 1998 – Zora Kolínska, Akulina, Scény z Domu Bessemenovců – Měšťáci
- 1997 – Zuzana Kronerová, Matka, Matka
- 1996 – Diana Mórová, Rosalinda, Jak se vám líbí

### Mužský herecký výkon
- 2018 – Martin Huba, Matthias Clausen, Před západem slunce
- 2017 – Tomáš Mischura, David, Deň, keď zomrel Gott, Prešovské národné divadlo
- 2016 – Richard Stanke, Eduard Vergérus, Fanny a Alexander
- 2015 – Tamás Gál, Zsolt Vidra, Spiatočka
- 2014 – Ľuboš Kostelný, Maxmilián Auhe, Láskavé bohyne
- 2013 – Dano Heriban, Janko Kráľ, www.narodnycintorin.sk
- 2012 – Dano Heriban, Ján, Sedem dní do pohrebu
- 2011 – Miroslav Noga, Gazda, Gazdova krv
- 2010 – Robert Roth, holly/roth, Hollyroth, anebo Robert Roth spívá Jána Hollého mrzkosti a pomerkováňá
- 2009 – Jevgenij Libezňuk, Lopachin, Višňový sad
- 2008 – Robert Roth, Hamlet, Hamlet
- 2007 – Martin Huba, Henrik, Popol a vášeň
- 2006 – Peter Šimun, Rudolf Höller, Pred odchodom na odpočinok
- 2005 – Marián Labuda, titulní role v inscenaci Tiso
- 2004 – Juraj Kukura, Martin, Koza aneb Kdo je Sylvie?
- 2003 – Milan Lasica, Henri, Třikrát život
- 2002 – Matej Landl, Larry, Bližšie od teba
- 2001 – Vladimír Hajdu, Vikomt de Valmont, Kvartéto
- 2000 – Boris Farkaš, Porfirij Petrovič, Vražda sekerou v Svätom Peterburgu
- 1999 – Marián Slovák, Tovje, Šumař na střeše
- 1998 – Boris Farkaš, Tetrev, Scény z Domu Bessemenovců – Měšťáci
- 1997 – Martin Huba, Žvanikin, Ženitba
- 1996 – Ján Kožuch, Herec, …príď kráľovstvo Tvoje